# Beate Althammer
Beate Althammer (* 1964) ist eine deutsche Historikerin.
Althammer studierte Allgemeine Geschichte und Wirtschaftsgeschichte in Verbindung mit Sozialökonomie und Politischer Wissenschaft an der Universität Zürich und promovierte im Jahr 2000 im Rahmen des Graduiertenkollegs »Westeuropa in vergleichender historischer Perspektive« an der Universität Trier. Sie arbeitete danach als wissenschaftliche Mitarbeiterin an der Universität Trier. Zwischen 2001 und 2003 absolvierte sie den Postgradualen Fernstudiengang Bibliothekswissenschaft an der Humboldt-Universität zu Berlin. 2004 legte sie den Master of Arts (Library and Information Science) an der Humboldt-Universität zu Berlin ab. 2016 wurde sie an der Universität Trier habilitiert. Seit 2018 ist sie in einem DFG-Projekt an der Humboldt-Universität zu Berlin beschäftigt.
Ihre Forschungsschwerpunkte sind die Geschichte Europas im 19. und 20. Jahrhundert, die vergleichende und transnationale Geschichte, die Geschichte der Armut, der Arbeit und der Sozialpolitik, die Geschichte der Migration und der Migrationskontrollen sowie die Kriminalitäts- und Strafrechtsgeschichte.

## Publikationen (Auswahl)
Monographien
- Vagabunden. Eine Geschichte von Armut, Bettel und Mobilität im Zeitalter der Industrialisierung, 1815–1933. Klartext, Essen 2017 (zugl. Habilitationsschrift Universität Trier 2015).
- Das Bismarckreich 1871–1890 (= Seminarbuch Geschichte. UTB. Bd. 2995). Schöningh, Paderborn 2009; 2. Aufl. 2017.
- Herrschaft, Fürsorge, Protest. Eliten und Unterschichten in den Textilgewerbestädten Aachen und Barcelona 1830–1870. Dietz, Bonn 2002 (zugl. Diss. Universität Trier 2000).
- Die Textilarbeiterinnen von Barcelona. Arbeitsbedingungen, Alltag und soziale Konflikte 1900–1914. Breitenbach, Saarbrücken 1992 (zugl. Lizentiatsarbeit Universität Zürich 1991).

Sammelbände und Editionen
- (Hrsg.) Citizenship, Migration and Social Rights. Historical Experiences from the 1870s to the 1970s. Routledge, London 2023, https://doi.org/10.4324/9781003261261.
- (Hrsg. mit Anja Oesterhelt): German Heimat in the Age of Migration. Special Issue. Germanic Review: Literature, Culture, Theory 96 (2021), Nr. 3.
- (Hrsg. mit Lutz Raphael und Tamara Stazic-Wendt): Rescuing the Vulnerable. Poverty, Welfare and Social Ties in Modern Europe. Berghahn, New York / Oxford 2016.
- (Hrsg. mit Andreas Gestrich und Jens Gründler): The Welfare State and the ‘Deviant Poor’ in Europe 1870–1933. Palgrave Macmillan, Basingstoke 2014.
- (Hrsg. mit Christina Gerstenmayer): Bettler und Vaganten in der Neuzeit (1500–1933). Eine kommentierte Quellenedition. Klartext, Essen 2013.
- (Hrsg.): Bettler in der europäischen Stadt der Moderne. Zwischen Barmherzigkeit, Repression und Sozialreform (= Inklusion/Exklusion, Bd. 4). Lang, Frankfurt a. M. 2007.